# Diáspora
O termo diáspora (em grego clássico: διασπορά, "dispersão") define o deslocamento, normalmente forçado ou incentivado, de massas populacionais originárias de uma zona determinada para várias áreas de acolhimento distintas. 
Em termos gerais, diáspora pode significar dispersão de qualquer nação ou etnia pelo mundo. Todavia o termo foi originalmente cunhado para designar a migração e colonização, por parte dos gregos, de diversos locais ao longo da Ásia Menor e Mediterrâneo, de 800 a 600 a.C.
É usado com muita frequência para fazer referência à dispersão do povo hebreu no mundo antigo, a partir do exílio na Babilônia no século VI a.C. e, especialmente, depois da destruição de Jerusalém em 70 d.C.. E na tradução da Septuaginta (em grego) da Bíblia, surge como uma maldição: "Serás disperso por todos os reinos da terra."
Modernamente, o termo diáspora significa não só a dispersão como o seu resultado, isto é, o conjunto dos membros de uma comunidade dispersos por vários países.

## Estudos culturais
Na perspectiva de Stuart Hall, dentro dos estudos culturais, o termo se presta a dar conta especialmente dos fenômenos relativos a migrações humanas dos ex-países coloniais para as antigas metrópoles. Para o teórico, "o conceito fechado de diáspora se apoia sobre uma concepção binária de diferença. Está fundado sobre a construção de uma fronteira de exclusão e depende da construção de um 'outro' e de uma oposição rígida entre o de dentro e o de fora. Porém as configurações sincretizadas da identidade cultural requerem a noção derridiana de différance, uma diferença que não funciona através dos binarismos, fronteiras veladas que separam finalmente, mas são também places de passage (lugares de passagem) e significados que são posicionais e relacionais, sempre em deslize ao longo de um espectro sem começo nem fim."